# 大罗瑟尔恩
大罗瑟尔恩（德語：Großrosseln，發音：[ˈɡʁoːsˌʁɔsln̩]，發音：[ɡʁɑ̃d ʁɔsɛl]）是德国萨尔兰州萨尔布吕肯地区联合体的一个市镇，面积25.26平方千米，2023年12月31日人口为7,891人。

## 名称
该地在法语中的名称为“Grande-Rosselle”，即“大罗塞勒”，而该地与法国的小罗塞勒（法語：Petite-Rosselle，即“小罗瑟尔恩”）相邻。